# Glanz (Archäologie)
Glanz (auch Lackpatina genannt) entsteht durch den Gebrauch, die Lagerung oder die Behandlung von Bein, Horn oder Stein (Feuerstein, Hornstein) auf der Oberfläche. 
Die Archäologen unterscheiden:
- Fettglanz durch Hitzeeinwirkung auf Feuerstein
- Fleischglanz,	der durch Fleisch und Knochen bei der Zerlegung von Beutetieren an Klingen entsteht
- Holzglanz durch Holz an solchen Klingen, die zum Glätten (Pfeilschäften) benutzt wurden
- Knochenglanz durch Tierhäute an den Geräten (etwa Pfriemen) aus Bein oder Horn, die zum Bearbeiten benutzt wurden.
- Sichelglanz durch kieselsäurehaltige Gräser (Getreide, Schilf) an Klingen, mit denen geschnitten wurde
- Wasserglanz durch am Boden von Fließgewässern lagerndes Gestein

Im weiteren Sinne gehören dazu:
- Firnisglanz durch Windschliff (Flugsand), dem Steinoberflächen ausgesetzt waren
- Wüstenlack durch Hitze an Artefakten oder Steinoberflächen in Trockenzonen